# Aeroportul Rio Frio / Progreso
Aeroportul Rio Frio / Progreso (IATA: RFR, ICAO: MRRF) este un aeroport din Provincia Heredia, Costa Rica.
Situat la o altitudine de 94 m, aeroportul dispune de o singură pistă.